# Frank Santillo
Frank Santillo (* 8. Oktober 1912 in New Mexico; † 30. Juni 1978 in Los Angeles, Kalifornien) war ein US-amerikanischer Filmeditor, der bei der Oscarverleihung 1967 einen Oscar für den besten Schnitt gewann.

## Leben
Santillo begann seine Karriere als Editor in der Filmwirtschaft Hollywoods 1954 bei dem Kurzfilm Strauss Fantasy und wirkte bis 1973 am Schnitt von mehr als zwanzig Filmen sowie Fernsehserien mit, wobei er insbesondere an einigen Western von Burt Kennedy und Sam Peckinpah mitarbeitete.
1967 gewann er zusammen mit Fredric Steinkamp, Henry Berman und Stu Linder einen Oscar für den besten Schnitt, und zwar für Grand Prix (1966) von John Frankenheimer mit James Garner, Eva Marie Saint und Yves Montand. Zugleich waren sie gemeinsam hierfür für den Eddie nominiert, den Preis der American Cinema Editors für den besten Schnitt in einem Kinofilm.

## Filmografie (Auswahl)
- 1954: Strauss Fantasy (Kurzfilm)
- 1955: The Battle of Gettysburg (Kurzfilm)
- 1956: Mädchen ohne Mitgift (The Catered Affair)
- 1957: Schlucht des Verderbens (Gun Glory)
- 1957: Flucht vor dem Galgen (The Hired Gun)
- 1958: Die Falle am Snake River (Fury River)
- 1960: Feind im Rücken (Mission of Danger)
- 1962: Sacramento (Ride The High Country)
- 1964: Carrasco, der Schänder (The Outrage)
- 1966: Grand Prix
- 1968: Candy
- 1970: Abgerechnet wird zum Schluss (The Ballad of Cable Hogue)
- 1970: Die Höllenhunde (La spina dorsale del diavolo)
- 1972: Junior Bonner
- 1973: Dreckiges Gold (The Train Robbers)

## Auszeichnungen
- 1967: Oscar für den besten Schnitt